# Johan Wilhelm Horster
Johan Wilhelm Horster, född 2 juni 1763 i Bosjöklosters församling, död 9 oktober 1832 i Mörrums församling, var en svensk borgmästare, riksdagsledamot och politiker.

## Biografi
Johan Wilhelm Horster föddes 1763 i Bosjöklosters församling. Han var son till kyrkoherden Hans Horster (död 1807) och Elisabet Corvin. Horster blev 1778 student vid Lunds universitet och avlade hovrättsexamen där 1782. Han arbetade sedan som rådman i Sölvesborgs stad och fick borgmästares namn 1806. Horster avled 1832 på gården Björkenäs i Mörrums församling.
Horster var riksdagsledamot för borgarståndet i Sölvesborg vid riksdagen 1809–1810 och riksdagen 1812.
Horster gifte sig 1795 med Elisa Maria Rönström.